# Henrik Berggren (politiker)
Johan Henrik Berggren, född 14 april 1853 i Lösens församling, död 20 oktober 1914 i Karlskrona stadsförsamling, var en svensk disponent och riksdagsledamot.
Berggren var son till en handlande och arrendator. 1833 gifte han sig med Jenny Liljevall. Berggren var disponent vid AB Förenade bryggerierna i Karlskrona och Lyckeby 1883-1914. Han var ledamot av första kammaren 1899–1908, invald i Blekinge läns valkrets. 